# ティグラト・ピレセル3世
ティグラト・ピレセル3世（Tiglath Pileser III、在位：紀元前745年 - 紀元前727年）は古代メソポタミア地方の新アッシリア帝国の王である。弱体化していた新アッシリア帝国の王権を強化するとともに、帝国の軍事・政治システムを大幅に改良して効率化・安定化を図った。アッシリア初となる常備軍を創設し、周辺諸国を攻撃して領土を広げ、アッシリアの最盛期と言われる時代の端緒を開いた。
ティグラト・ピレセル3世は楔形文字表記では𒆪𒋾𒀀𒂍𒈗𒊏 TUKUL.TI.A.É.ŠÁR.RA、アッカド語ではTukultī-apil-Ešarra であり、その名前トゥクルティ・アピル・エシャラは「我が頼りとするはエシャラの息子」を意味する（参考：ヘブライ語: תִּגְלַת פִּלְאֶסֶר Tiglat Pil’eser）。
ティグラト・ピレセルは近東地域の多くの国を従属させた。南では同じメソポタミア人であるバビロニアとカルデア、そのさらに南ではアラブ、マガン、メルッハ、アラビア半島のディルムン人。南西ではイスラエル、ユダ、ペリシテ、サマッラ、モアブ、エドム、ステアン、ナバテアを屈服させた。北ではウラルトゥ、アルメニア、コーカサス山脈のスキタイ、黒海付近のキンメリア、ナイリが従属した。北西ではヒッタイト、フリュギア、キリキア、コンマゲネ、タバル、コードゥエンスとカリアを含む小アジアの東部と南西部。西では、キプロス等のギリシア人とアラム（現代のシリア）、地中海のフェニキアやカナンの都市国家をも従属させた。東ではペルシア、メディア、グティウム、マンナエ、シッシアとエラムが服属した。治世の後半には、彼はバビロニア王にもなった。
ティグラト・ピレセル3世は、帝国中において何千人もの人を強制移住させ、アッシリアの支配に対する反乱の力的基盤を失わせた。彼は、世界史において最も成功した軍事司令官の一人である。アッシリア人が知る世界の大半を、彼が生きている間に征服した。

## 出自

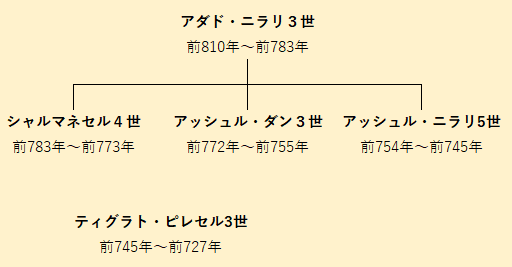
紀元前8世紀頃の、新アッシリア帝国の王の系図

ティグラト・ピレセル3世の出自は明らかではない。彼が王碑文の中で前任者に触れないことから、簒奪者ではないかとも言われる。王族の血筋であったのかどうかも定かではない。紀元前745年頃に王都カルフでなんらかの混乱、又は反乱が発生し、結果的にティグラト・ピレセル3世がアッシリア王になったとされる。
ティグラト・ピレセル3世に帰する碑文の中で、彼は自分のことをアダド・ニラリ3世の子としているが、この主張がどれだけ正しいのか、そもそもこの碑文そのものが正確かどうかも不明である。彼は内乱の最中、前745年アヤルの月13日に王位を即位したと推測されている。

切断されたレンガの碑文は、彼はアダド・ニラリ（3世）の息子であると述べている。しかし、アッシリアの王名表はティグラト・ピレセル3世をアダド・ニラリ（3世）の子であるアッシュル・ニラリ（5世）の子としている。これは、アダド・ニラリ3世をティグラト・ピレセルの治世の４代前に置き、アッシュル・ニラリ（5世）を彼の父であると同時に直前の王であったとする王名表と、実に矛盾している。リストは続き、シャルマネセル3世（4世）とアッシュル・ダン3世が兄弟であり、そして彼らはアダド・ニラリ（3世）の息子であるとも述べている。アッシュル・ニラリ（5世）はアダド・ニラリ（3世）の息子であると述べており、シャルマナセル3世（4世）やアッシュル・ダン3世と兄弟であることを示唆している。アッシリアの記録において、アダド・ニラリ（3世）に関する情報はとても少なく、そしてシャルマネセル3世（4世）やアッシュル・ダン3世については、ない。意義深いことには、1894年にテル・アブタで、ティグラト・ピレセルの名前をシャルマネセル（4世）の名前の上にさらに刻んであるアラバスター製の石碑が発見された。シャルマネセル（4世）はアダド・ニラリ（3世）の後継者であり、そしてティグラト・ピレセル（3世）の３代前の王である。この発見は、前述したシャルマネセル3世（4世）とアッシュル・ダン3世に関する情報の空白につながる。このことは、ティグラト・ピレセル3世は王位簒奪者であったことを強く示唆する。そしておそらく彼は、彼の直前の３代の王、アッシュル・ニラリ5世とシャルマネセル3世（4世）、アッシュル・ダン3世の記録を消したのであろう。
アッシリア学の権威ダニエル・デーヴィッド・ラッケンビルは、そのレンガの碑文について論評して次のように書いた。「・・・我々は、これらの文書がティグラト・ピレセル3世に帰するものだと今でもなお決めつける過ちを犯すのだろうか」

バビロニアにおいて、ティグラト・ピレセル3世はプル、その息子はウルラユと呼ばれた。ティグラト・ピレセル3世をプルとする（列王記下15:19）のは、このほかにトルコのインシルリ（Incirli）におけるフェニキアの碑文第5行があり、そこには「פאל מל[ך] אשר רב （プル、アッシリアの偉大な王）」と書かれている。聖書学の教授、メアリー・キャサリン・Ｙ・Ｈ・ホムは、こう述べる。

ティグラト・ピレセル3世をプルと呼ぶものはまれで、時期も遅い。それと同時に、バビロニアとアッシリアの両方における同時代またはほぼ同時代の文書　－　王自身の碑文、アッシリアの王名表と名祖表、バビロン出土の彼の治世中の経済文書、そしてバビロニア年代記では全て、彼をティグラト・ピレセルとしている。さらに言えば、プルはアッシリアではよくある名前であり、このことからすると、プルはティグラト・ピレセル3世の特別な名前ではない可能性は高い。正確にどのように、そしていつプルという名前がティグラト・ピレセル3世と関連付けられたのか、結論づけることはできない。その関係は相対的に遅い時期に起きたようだと、慎重に推論を進める人もおり、その時期はバビロニア王名表Ａがつくられた時期（ブリンクマンシップはその時期を紀元前６世紀から紀元前５世紀初めとしている）とする。その関連そのものについては、プルがティグラト・ピレセル3世の名前の２つめの構成要素から生まれた愛称だとするのは、魅力的な仮説にとどまっている。その名をティグラト・ピレセル3世とする使い方は、おそらく後世におけるアッシリア王への称号であり、列王記下15:19におけるプルの使用は時代錯誤だ。

### （参考）アダド・ニラリ3世からティグラト・ピレセル3世までの時代の王一覧
| 名前                    | 在位年           |
| ----------------------- | ---------------- |
| アダド・ニラリ3世       | 前810年～前783年 |
| シャルマネセル4世       | 前783年～前773年 |
| アッシュル・ダン3世     | 前772年～前755年 |
| アッシュル・ニラリ5世   | 前754年～前745年 |
| ティグラト・ピレセル3世 | 前745年～前727年 |

## 改革

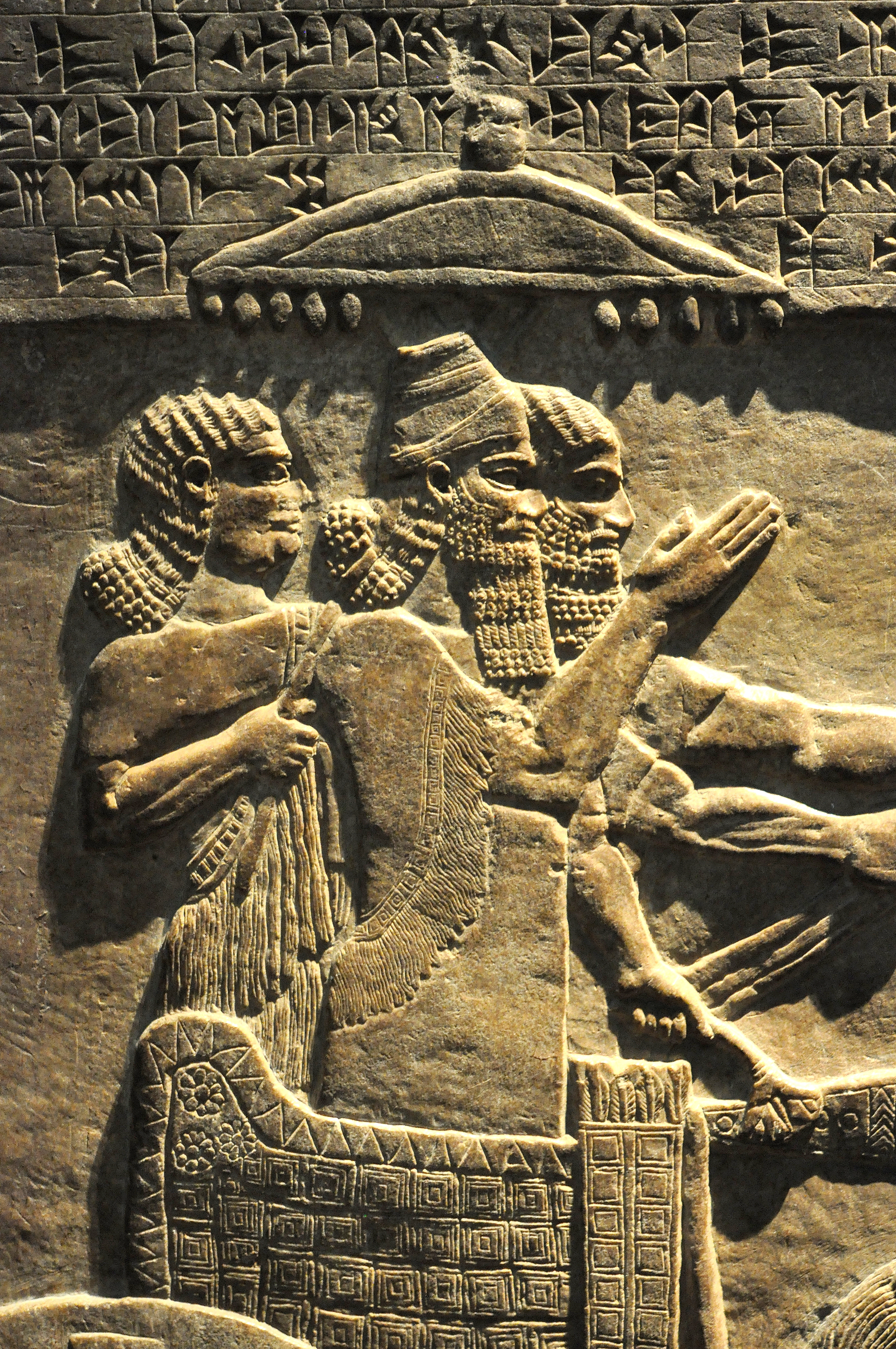
ティグラト・ピレセル3世の像。ニムルドにあった王の宮殿から出土した、アラバスター（雪花石膏）の浅浮き彫り

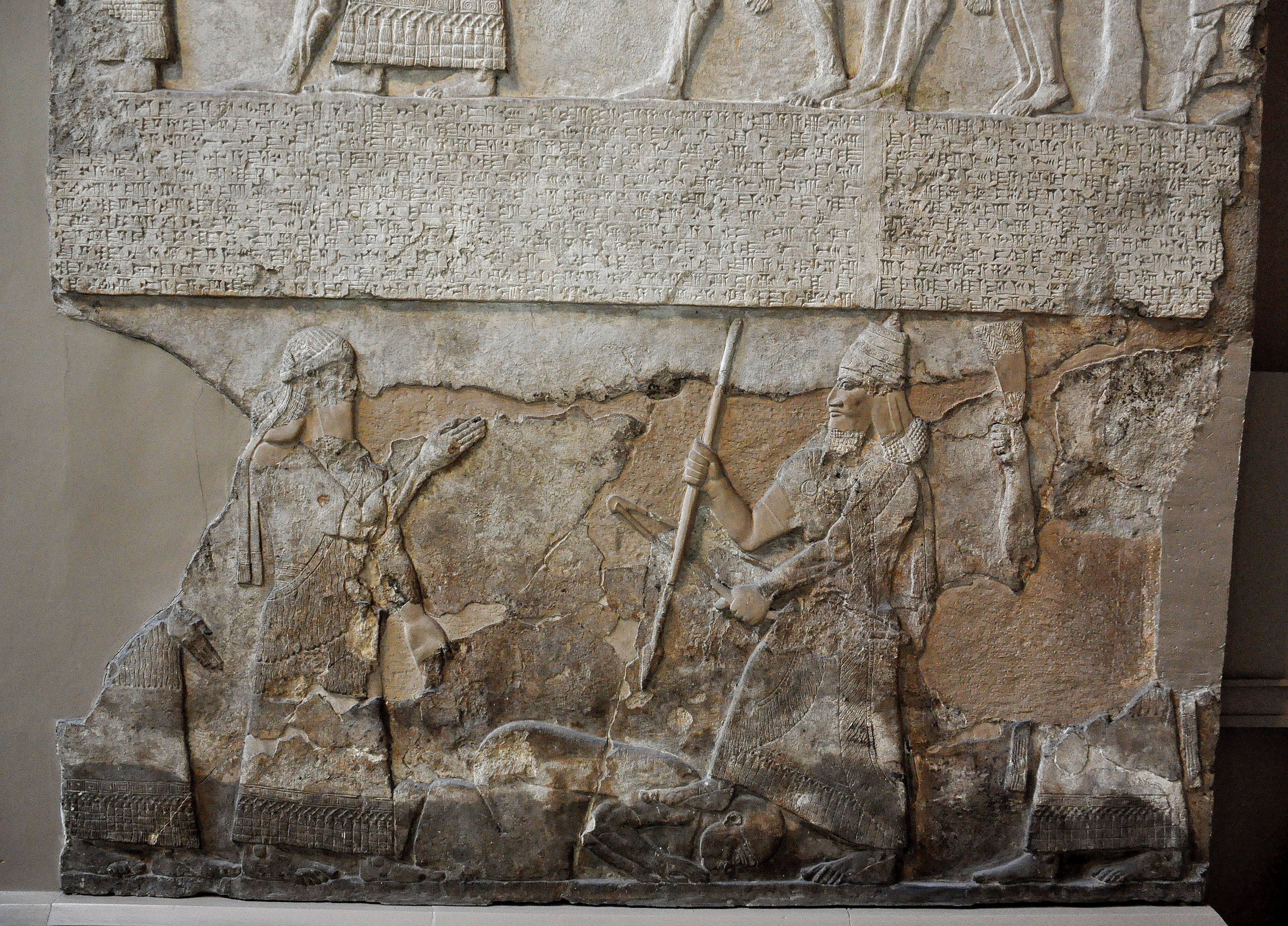
敵の上に立つティグラト・ピレセル3世。ニムルドの中央宮殿から出土した浅浮き彫り。

ティグラト・ピレセル3世は王位に上るにあたり、国家のいくつかの分野において改革を実施し、それによって近東におけるアッシリアの覇権を再生させた。
最初の改革には、アッシリアの高官の権力を制限することが含まれていた。これらの高官の行為は、前王のアッシュル・ニラリ5世の治世においてすでに度を超すようなことがしばしば起きていた。将軍のシャムシ・イルは、アダド・ニラリ3世の時代からタルタンにして突出した高官だったが、しばしば自分自身の遠征軍を率い、彼自身の名で記した石碑を建て、王の意思を完全に無視するもよくあったとされる。
ティグラト・ピレセル3世の治世の最初期の碑文から、彼が定期的に征服された属州に総督として宦官を任命したこと、また属州の大きさを小さくすることで高官の権力を減らすことに努めた（北方の属州においては、新たに加わった領土を併合することでその面積が大きくなったケースもいくつかある）ことが知らされている。属州やその総督の数が多くなることにつれ、総督一人当たりの権力は小さくなった。これらの処置により属州政府が中央政府の脅威になる恐れは取り除かれた。また、サンムラマート以来強まっていた宦官の権限を弱体化させた。
２つめの改革は、軍に関連するものであった。夏しか遠征できないアッシリア人によって構成された中央軍の代わりに、ティグラト・ピレセル3世は大量の被征服民を軍隊に組み入れ、多くの外国人部隊を追加した。この部隊は主に軽装歩兵を構成した。また、恐らく同時期に、閲兵用の砦も建設している。その一方で、純粋なアッシリア人は、騎兵、重装歩兵、戦車部隊を構成した。ティグラト・ピレセル3世の軍事改革の結果、アッシリア帝国は、一年を通じて遠征できる、非常に大規模化した軍隊を備えるようになった。もっとも、騎兵隊と戦車隊の追加は、そもそもは北方に潜む遊牧民たちに対抗するための努力の結果によるものだった。遊牧民たちは、騎兵と原始的な戦車を用い、時にアッシリア帝国北方の植民地に侵入してきた。その速度に対抗するためにアッシリア軍もまた、騎兵部隊を用いるようになっていった。

## 治世

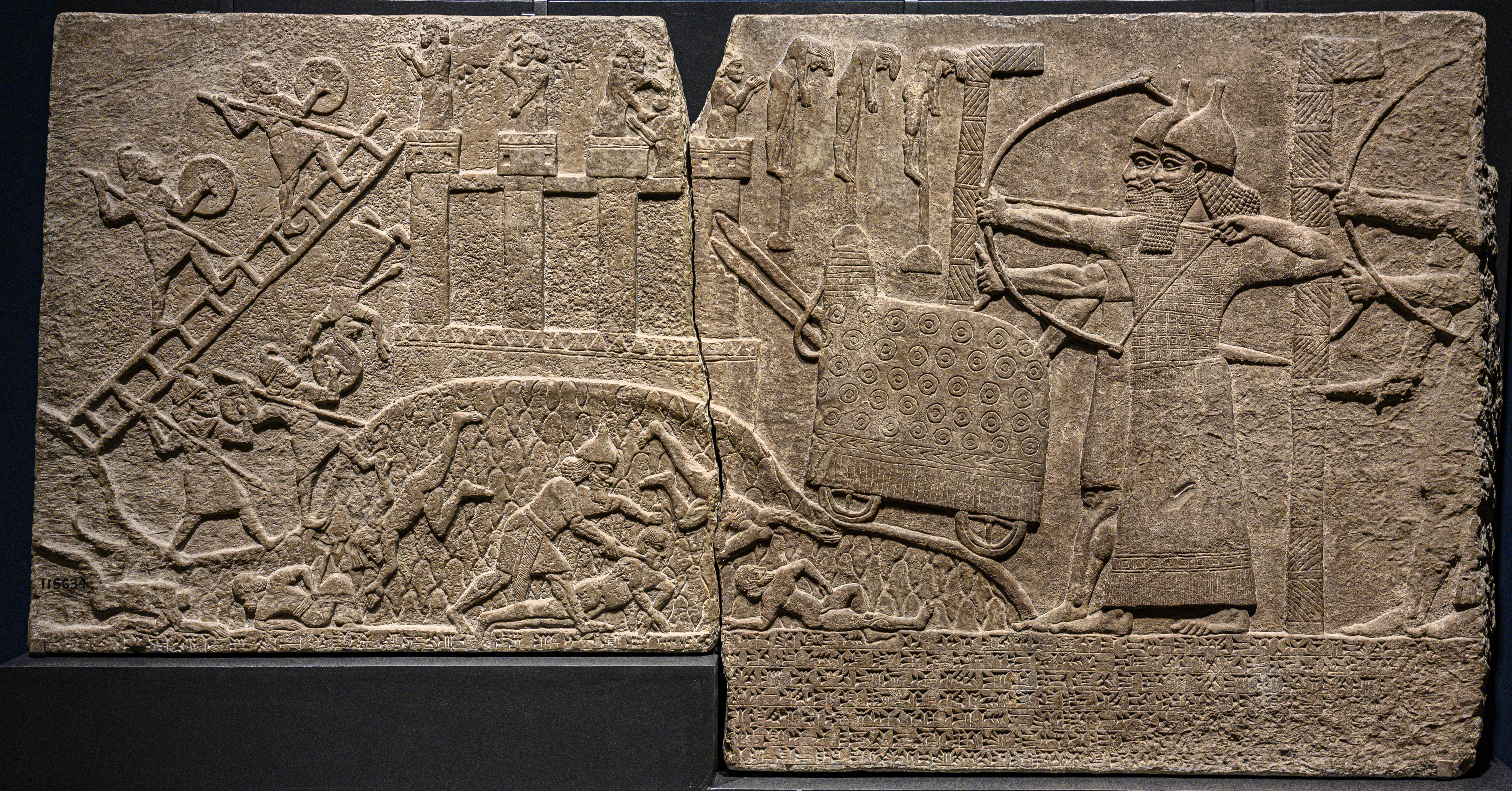
おそらくトルコにあったウ（パ？）という名の街を包囲するティグラト・ピレセル3世

ティグラト・ピレセル3世の軍事改革、軍事遠征と征服の結果、近東におけるアッシリアの国力はとてつもなく増大した。後述するように、彼はほぼ全方位を目指して遠征を繰り返した。ティグラト・ピレセル3世の公式碑文によると、彼の前任者たちが普通に行ったように、住民の大半は奴隷にされ、アッシリア帝国内の他の土地へと移住させられた。包囲戦に際しては、捕らえた兵士や指導者は処刑され、その死体は杭にさらされた（右上の写真を参照）

### ウラルトゥ遠征
サルドゥリ2世統治下のウラルトゥ王国の覇権は、小アジア、西部イランとシリアにまで及んでいた。ティグラト・ピレセル3世は紀元前745年のうちにイラン高原西部の部族を攻撃してこれを服属させ、その後、アッシリアに対する同盟を結んでいたウラルトゥ王国並びにシリアの諸王国と戦い、紀元前743年にウラルトゥ軍を破った。ティグラト・ピレセル3世はウラルトゥにおいて頑健な馬を手に入れ、これを戦車部隊で用いた。
紀元前737年と736年、ティグラト・ピレセル3世は再びイランを目指した。紀元前736年にウラルトゥ王国の首都ヴァンを攻撃してこれを陥落させて領土に編入したほか、彼はメディア、パルティア、ペルシアを征服し、イラン西部の大半を占領した。

### アルパドへの攻撃
紀元前742年にシリア地方の同盟諸国の中心であったアルパドを攻撃した。３年間の包囲戦の後に、紀元前740年にはアルパドを占領し、属州として併合した（統治者として、彼の宦官を置いた）ほか、ハマトを属国とした。

### シリア・エフライム戦争
紀元前740年のアッシリアの碑文では、彼の治世第5年、ユダの王アザルヤ（ウジヤ）への勝利を記録している。ウジヤの業績は、旧約聖書の歴代誌下第26章に記されている。
紀元前738年にはイスラエル王国に侵攻し、周辺諸国も威圧してユダ王国やダマスコに貢納させた。
紀元前734年にはエジプトに近いガザに進軍したが、その最中に朝貢国であったイスラエル王国やダマスコ等が反アッシリアの同盟を結んで反乱を起こした。ユダ王国の王アハズは親アッシリア政策を取りこの同盟に参加しなかったため、イスラエルとダマスコはユダ王国を攻撃した（シリア・エフライム戦争：シリアはダマスコ、エフライムはイスラエルの意）。これに対してアハズがダマスコ攻撃をアッシリアに要請してきたため、ティグラト・ピレセル3世は紀元前732年に再びダマスコを攻撃してその王レツィンを倒し、これを完全に征服して州とした。
このほか、ティグラト・ピレセル3世は女王ザビベが治めるアラブ、イスラエルのメナヘムも服従させ、彼らは皆、アッシリアに貢納するようになった。また、シナイ半島の諸部族にまで貢納を課した。

### バビロニア遠征
王に就くと、彼はバビロニアのアッシリアへの併合を主張した（紀元前745年、アナルの月の9日。治世第1年）。対象は「ドゥル=クリガルズからシャマシュのシッパル・・・（バ）ビロニアの都市、低［い海の岸沿いの］ウクヌ川（Uqnu river）まで」とされた（「低い海」は、ペルシア湾と見なされている）。紀元前731年と紀元前729年にはバビロニア（バビロンE王朝）に遠征してナブー・ムキン・ゼリを捕らえてバビロンの統治権を確保し（バビロニア年代記ABC1、第1～21行）、自らバビロニア王（バビロン第10王朝）となって支配下に組み入れた。統治者として、彼は宦官を配置した。

## 聖書の記述

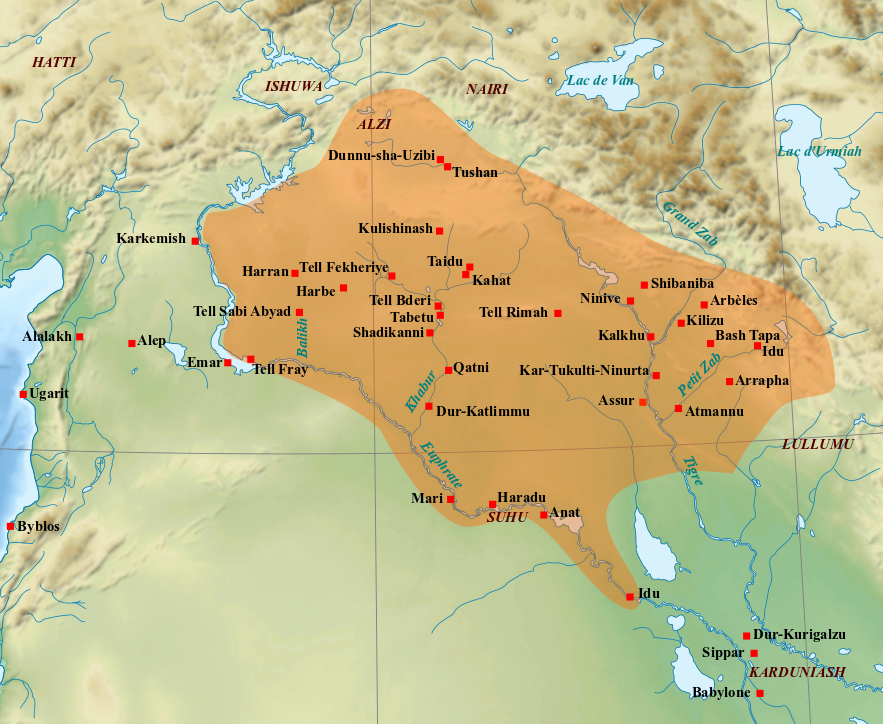
前8世紀におけるアッシリア帝国の中心部分。紀元前783年にアダド・ニラリ3世が死んだ後、アッシリアは不安定かつ衰退の時代を迎え、かつての属国と進貢国に対する宗主権を失った。

ティグラト・ピレセル3世によるイスラエルの征服と強制移住を示した地図。ティグラト・ピレセル3世は帝国中の何千人もの人々を強制移住させて、アッシリアに対する反乱の意欲を失わせた。

聖書には、ティグラト・ピレセル3世（聖書においては「プル」）がイスラエル王メナヘムに1000キカルの銀を要求し（列王記下15:19）、その後、ペカの時代に攻めてきて住民を連れ去った（列王記下15:29）ことが記されている。
ペカはユダ王アハズ（ヤフ・アジというアッシリア名でも知られる）に対抗するため、アラムの王レツィンと同盟した。アハズはこれに対応するためにアッシリア王に神殿の金銀を提供して支援を求めた。ティグラト・ピレセル3世は素早く反応した。最初に彼は、軍を地中海東岸沿いに南下させ、エジプトに至る道中にある街々を占領した。これは、敵が海に出る道をふさぐものだった。この作戦が完了すると、彼は北イスラエル王国に戻り、その軍を壊滅させ、ルベン族、ガド族、マナセ族の人々をヘラ、ハボル、ハラ、ゴザン川へと強制移住させた（歴代誌上5:26）。その後、ティグラト・ピレセル3世は、ペカの代わりにホシェアを北イスラエル王にした（治世紀元前732～723年）。彼はさらに北と西に進んでアラムを荒らし、ダマスカスを奪い、アラムの王レツィンを処刑し、生き残った住民をキルに強制移住させて（列王記下16:9）、この大規模な遠征を終えた。
これ以外に、ユダ王アハズがアッシリアとの同盟から得た利益はなかった（歴代誌下28:20）

## 遺産

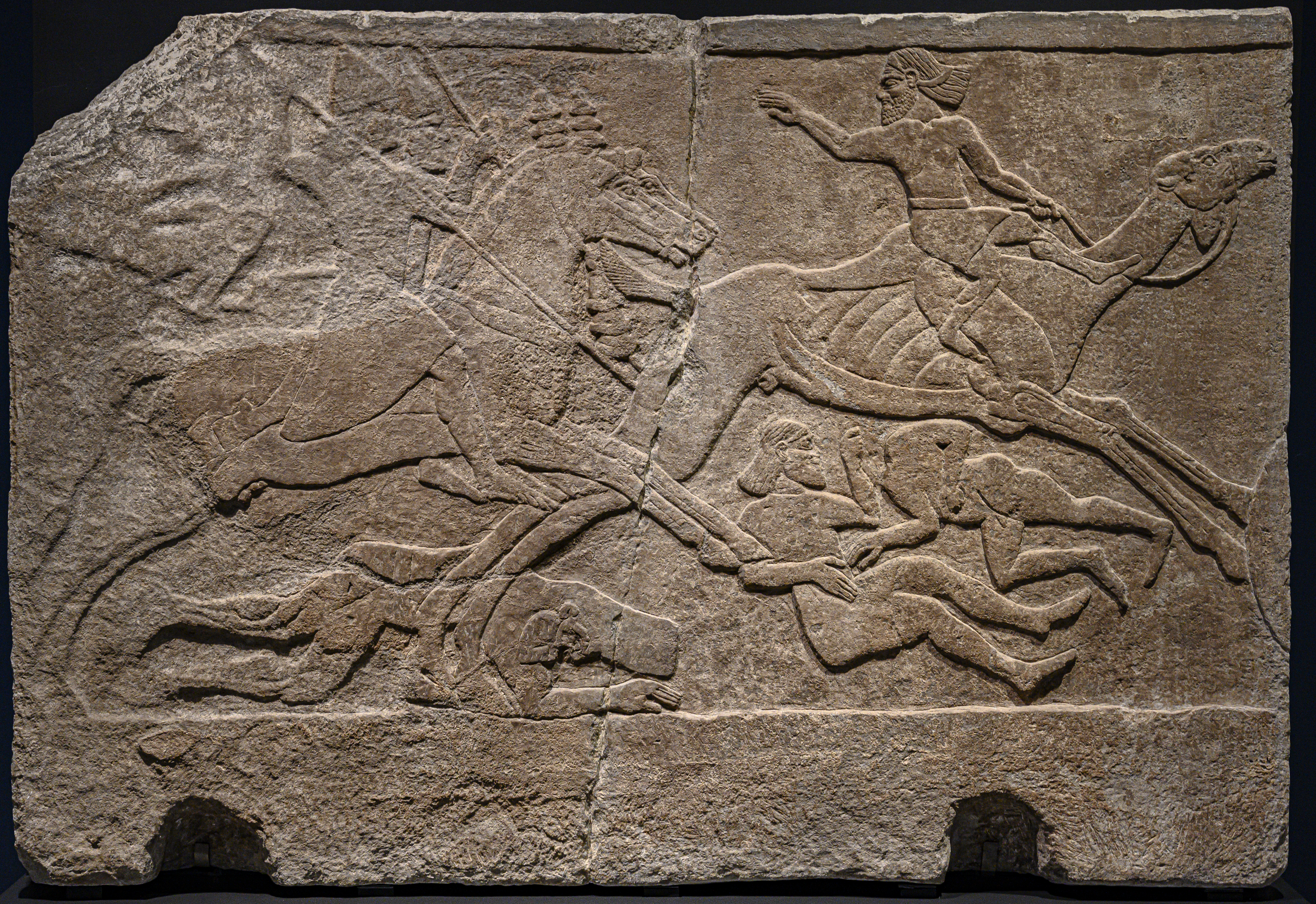
ラクダ騎兵との戦闘を描いているアッシリアの浮き彫り。カルフ（ニムルド）にあるティグラト・ピレセル3世の中央宮殿から出土。紀元前728年。大英博物館収蔵。

ティグラト・ピレセル3世の征服と改革は、新アッシリア帝国を強固なものへと変え、それは帝国の将来の青写真とでも言うべきものだった。彼はカルフに宮殿を建てた（聖書ではカラまたはニムルド。いわゆる中央宮殿）が、後にエサルハドンによって解体された。彼は、宮殿を飾る石版に彼の軍事的業績を浅浮き彫りにして描かせ、そこに自分の年代記をも彫らせた。
紀元前727年に彼が死んだ後、州長官を務めていた息子のウラルユが王位を継ぎ、シャルマナセル5世と名乗った。彼はレヴァント地方をさらに遠くまで攻め、エジプトを破り、サマリアを占領した。